# Брюквін Володимир Павлович
Володимир Павлович Брюквін (рос. Владимир Павлович Брюквин; 22 січня 1995, м. Москва, Росія) — російський хокеїст, правий нападник. Виступає за «Динамо» (Москва) у Континентальній хокейній лізі.  
Вихованець хокейної школи «Північна Зірка» (Москва). Виступав за ХК МВД (мол.), «Рімускі Осеанік» (QMJHL), «Динамо» (Москва), «Динамо» (Балашиха).
У чемпіонатах КХЛ — 11 матчів (0+0).
У складі молодіжної збірної Росії учасник чемпіонату світу 2015. 
Досягнення
- Срібний призер молодіжного чемпіонату світу (2015)